# Rough Rock
Rough Rock (Navajo: Tséch'ízhí) ist ein Census-designated place im Apache County im US-Bundesstaat Arizona. Das U.S. Census Bureau hat bei der Volkszählung 2020 eine Einwohnerzahl von 428 ermittelt.
Rough Rock hat eine Fläche von 33,4 km². Die Bevölkerungsdichte liegt bei 13 Einwohnern je km². Sie liegt in einer Höhe von 1901 m. ü. M.